# جایزه بفتای بهترین بازیگر نقش مکمل زن
جایزه بهترین بازیگر نقش مکمل زن هرساله توسط آکادمی هنرهای سینمایی و تلویزیونی بریتانیا (به صورت مخفف بفتا) به بازیگر زنی که عملکرد فوق‌العاده‌ای در نقش مکمل در فیلمی داشته‌است، اعطا می‌شود. اعطای این جایزه در سال ۱۹۶۸ آغاز شد و هر جایزه دارای چهار نامزد بود؛ تااینکه در سال ۱۹۹۹ به پنج نامزد گسترش یافت. در سال ۱۹۸۰ یا ۱۹۸۱ هیچ جایزه داده نشد.

## دهه ۱۹۶۰
- ۱۹۶۸ - بیلی وایت‌لا
- ۱۹۶۹ - سیلیا جانسون

## دهه ۱۹۷۰
- ۱۹۷۰ - سوزانا یورک
- ۱۹۷۱ - مارگارت لیتون
- ۱۹۷۲ - کلوریس لیچمن
- ۱۹۷۳ - والنتینا کورتس
- ۱۹۷۴ - اینگرید برگمن
- ۱۹۷۵ - دایان لاد
- ۱۹۷۶ - جودی فاستر
- ۱۹۷۷ - جنی اگاتر
- ۱۹۷۸ - جرالدین پیج
- ۱۹۷۹ - ریچل رابرتس

### دهه ۱۹۸۰
- ۱۹۸۰ - جایزه اعطا نشد
- ۱۹۸۱ - جایزه اعطا نشد
- ۱۹۸۲ - مورین استیپلتون/روهینی هاتان‌گادی
- ۱۹۸۳ - جیمی لی کرتیس
- ۱۹۸۴ - لیز اسمیت
- ۱۹۸۵ - روزانا آرکت
- ۱۹۸۶ - جودی دنچ
- ۱۹۸۷ - سوزان ولدریج
- ۱۹۸۸ - جودی دنچ
- ۱۹۸۹ - میشل فایفر

### دهه ۱۹۹۰
- ۱۹۹۰ - ووپی گلدبرگ
- ۱۹۹۱ - کیت نلیگان
- ۱۹۹۲ - میراندا ریچاردسون
- ۱۹۹۳ - میریام مارگولیس
- ۱۹۹۴ - کریستین اسکات توماس
- ۱۹۹۵ - کیت وینسلت
- ۱۹۹۶ - ژولیت بینوش
- ۱۹۹۷ - سیگورنی ویور
- ۱۹۹۸ - جودی دنچ
- ۱۹۹۹ - مگی اسمیت

### دهه ۲۰۰۰
- ۲۰۰۰ - جولی والترز
- ۲۰۰۱ - جنیفر کانلی
- ۲۰۰۲ - کاترین زتا جونز
- ۲۰۰۳ - رنه زلوگر
- ۲۰۰۴ - کیت بلانشت
- ۲۰۰۵ - تندی نیوتون
- ۲۰۰۶ - جنیفر هادسون
- ۲۰۰۷ - تیلدا سوئینتن
- ۲۰۰۸ - پنه‌لوپه کروز
- ۲۰۰۹ - مونیک

### دهه ۲۰۱۰
- ۲۰۱۰ - هلنا بونهام کارتر
- ۲۰۱۱ - اکتاویا اسپنسر
- ۲۰۱۲ - ان هتوی
- ۲۰۱۳ - جنیفر لارنس
- ۲۰۱۴ - پاتریشیا آرکت